# Eleotrica cableae
Az Eleotrica cableae a csontos halak (Osteichthyes) főosztályának a sugarasúszójú halak (Actinopterygii) osztályába, ezen belül a sügéralakúak (Perciformes) rendjébe, a gébfélék (Gobiidae) családjába és a Gobiinae alcsaládjába tartozó faj.
Nemének egyetlen faja.

## Előfordulása
Az Eleotrica cableae előfordulási területe a Csendes-óceán keleti felén van. A Galápagos-szigetek egyik endemikus hala.

## Megjelenése
Ez a gébféle legfeljebb 7 centiméter hosszú.

## Életmódja
Trópusi hal, amely a korallszirtek közelében él. A törmelékes, homokos aljzaton található meg. Az árapály térségben is fellelhető.